# 티모시 (방송인)
티모시(영어: Timothy)는 대한민국의 나이지리아계 한국인이며 방송인, 배우이자 가수이다.

## 주요 경력
나이지리아 라고스 출신이고 1995년 영국에서 연극배우 첫 데뷔한 그는 이후 대한민국에 내방을 하여 'MBC 타임머신(2001~2005)' 'MBC 신비한TV 서프라이즈(2002~2012)' 'KBS 세상의 아침'등에서 재연배우로 활동했으며, 지난 2006년 9월 29일에는 디지털 싱글 앨범 '쉘위댄스'(Shall we dance)를 발표했다.
2007년 6월 출입국 외국인정책본부 홍보대사로 임명되기도 했다.

## 출연작

### 대한민국 연극
- 1998년 《검은 오르페》

### 대한민국 뮤지컬
- 1999년 《스와니》

### 대한민국 TV 시리즈
- 2000년 SBS 《시트콤 골뱅이》
- 2001년 ITV 《시트콤 립스틱》
- 2001년 MBC 《시트콤 뉴 논스톱》
- 2002년 KBS2 《시트콤 동물원 사람들》

## 사건과 논란

### 논란 관련 의혹 전격 부인
2010년 ‘나이지리아 마약 밀매 조직의 아시아 담당이었으며 그 사실이 발각 된 뒤 수배 되었다.’ 라고 알려졌으나 훗날 그는 2015년 3월 언론과의 인터뷰를 통해 현재 일본에서 거주하고 있으며 소문에 대한 이야기는 사실이 아니라고 밝혔다.